# Jerome Ranft
Jerome Ranft es un escultor de carácter estadounidense y actor de voz de Pixar Animation Studios. Es el hermano menor del fallecido artista de historia de Pixar Joe Ranft.

## Carrera
Su primer trabajo fuera de la escuela fue en el clásico producido por Tim Burton The Nightmare Before Christmas. Ranft se unió a Pixar en 1997 trabajando como escultor de personajes en Geri's Game (1997) y más tarde en la segunda película de Pixar A Bug's Life (1998), Toy Story 2 (1999), Monsters, Inc. (2001), Buscando a Nemo (2003), Cars (2006), Ratatouille (2007), Toy Story 3 (2010) y Brave (2012). Declaró en una entrevista que no se enamora de una sola escultura que hizo, sino de todas ellas y que para el personaje de Sulley creó más de 30 esculturas diferentes. También proporcionó la voz del personaje Gamma en Up (2009) y Dug's Special Mission, Rojo in Cars Toons: Tales from Radiator Springs y Cars 3, el Mover en Coraline de Henry Selick, así como Jacques in Buscando a Dory (2016), la secuela de Buscando a Nemo (2003), en la que su hermano mayor Joe dio voz al mismo personaje. Antes de unirse a Pixar, Jerome sirvió como escultor de personajes para Disney James and the Giant Peach (1996).